# Dromomeryx
Dromomeryx es un género extinto de mamífero artiodáctilo, perteneciente a la familia Palaeomerycidae, que vivió en América del Norte durante el Mioceno.